# Heinz Falk

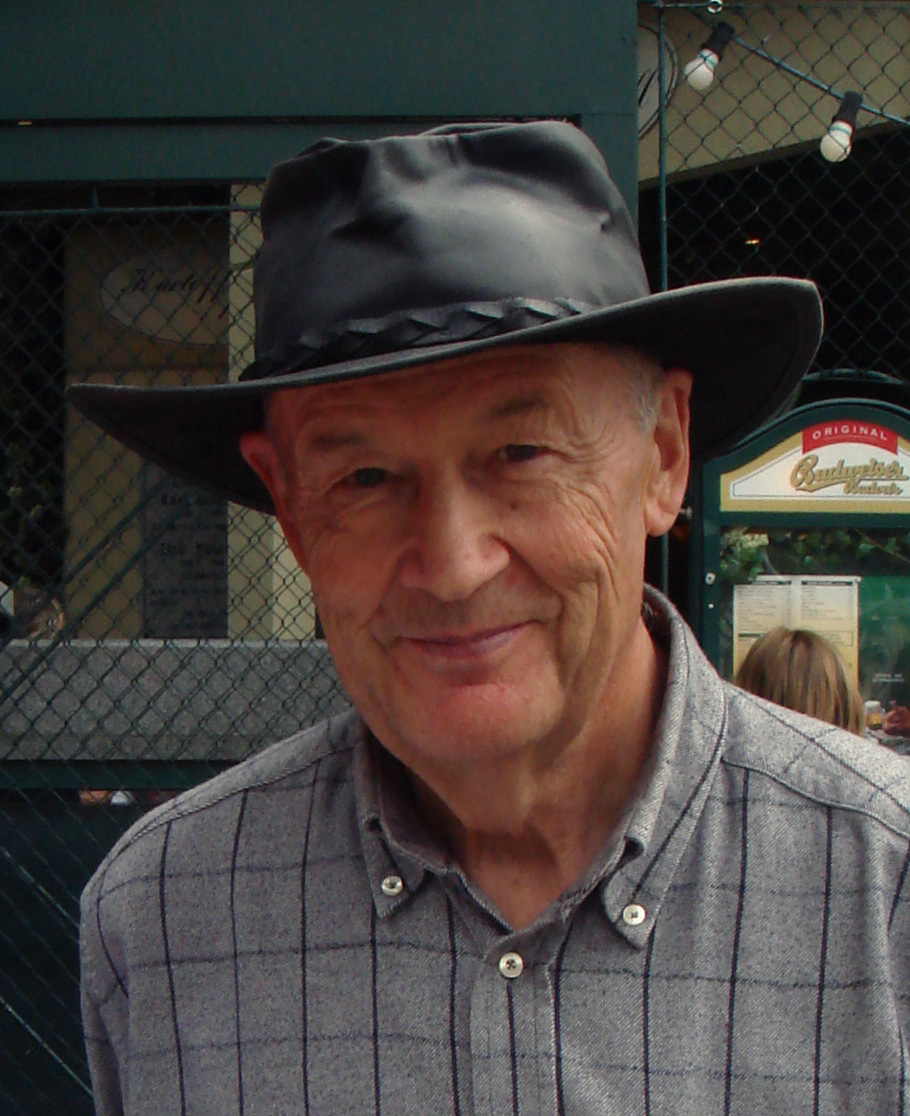
Heinz Falk (2008)

Heinz Falk (* 29. April 1939 in St. Pölten) ist ein österreichischer Chemiker, Emeritus für Organische Chemie an der Johannes Kepler Universität Linz und Redakteur der Serie „Progress in the Chemistry of Organic Natural Compounds“.
Falks Forschungsschwerpunkt sind die Strukturanalyse, Synthese, Stereochemie und Photochemie von pflanzlichen und tierischen lichtempfindlichen Farbstoffen, wie z. B. Hypericin.

## Leben
Falk wurde am 29. April 1939 in St. Pölten geboren, besuchte die Volksschule in Statzendorf und anschließend die Hauptschule in Krems an der Donau. Nachdem er 1953 nach Wien übersiedelte, absolvierte er die Höhere Bundeslehr- und Versuchsanstalt für chemische Industrie in der Rosensteingasse und machte anschließend 1959 die Matura in der Abendschule, wo er auch seine zukünftige Frau, Rotraud Falk (geb. Strohbach) kennenlernte.
Falk ist seit 1966 verheiratet mit Rotraud Falk und sie haben einen Sohn (Alexander Falk, CEO des Softwareunternehmens Altova).
Falk begann 1959 sein Studium der Chemie an der Universität Wien und wurde 1966 promoviert, wobei Karl Schlögl sein Mentor war. In der Folge verbrachte Falk das Jahr 1971 als Postdoktorand an der ETH Zürich. Nach seiner Rückkehr nach Wien erreichte er 1972 die Habilitation und damit die Lehrbefugnis für Organische Chemie an der Universität Wien.

## Karriere
1966–1979
Seit 1966 war Falk als Assistent am Institut für Organische Chemie an der Universität Wien tätig. 1975 wurde er zum außerordentlichen Professor für Physikalische Organische Chemie an der Universität Wien berufen. Im Sommer 1978 wurde Falk als Vortragender zur Gordon Research Conference in Wolfeboro eingeladen.
seit 1979
1979 nahm Falk eine Berufung zum ordentlichen Professor für Organische Chemie an der Johannes Kepler Universität Linz an, und baute dort das neue Institut für Organische Chemie auf. Von 1989 bis 1991 war er Dekan der Technisch-Naturwissenschaftlichen Fakultät. Im Jahr 2005 wurde Falk von den OÖ Nachrichten als Drittplatzierter unter den Top-10-Wissenschaftlern in Oberösterreich genannt.
Falks Forschungsschwerpunkt konzentriert sich auf die Gruppe der organischen Farbstoffe, die sich vom Phenanthro[1,10,9,8-opqra]perylen-7,14-dion Chromophor ableiten, wie z. B. die natürlichen Farbstoffe Hypericin, Stentorin, Fringelite, Gymnochrome und Blepharismin. Darüber hinaus behandelt Falk die Hämin-analogen Corrphycen Derivate (z. B. als potentielle Blutersatz und Häm-Oxygenase-blocker) sowie andere natürliche Verbindungen wie z. B. den natürlichen Sonnenschutzfaktor Urocansäure.
Seine wissenschaftlichen Forschungsergebnisse hat Falk in zwei Büchern und mehr als 300 publizierten Artikeln in referierten Journalen veröffentlicht. Des Weiteren ist er seit 1998 Mitherausgeber der Reihe Progress in the Chemistry of Organic Natural Products. Die letzte Ausgabe erschien im August 2024.

## Werke

### Bücher
- Ausgewählte Übungsbeispiele Zur Nomenklatur Organischer Verbindungen. Springer-Verlag, Wien / New York 1978, ISBN 0-387-81479-5.
- The Chemistry of Linear Oligopyrroles and Bile Pigments. Springer-Verlag, Wien / New York 1989, ISBN 0-387-82112-0.

### Wissenschaftliche Publikationen (Auswahl)
- H. Falk und H. Marko, Reduction of α-Bilindione-10-Thiol-Adduct as a Model for the Reduction Step of the Biliverdin Reductase System. Monatsh. (Mh.) Chem. 122, 319 (1991)
- U. Wagner, C. Kratky, H. Falk und H. Woess, Crystal Structure and Conformation of 10-Aryl-bilatrienes-abc. Mh. Chem. 122, 749 (1991)
- H. Falk and W. Schmitzberger, On the Nature of „Soluble“ Hypericin in Hypericum Species. Monatsh. Chem., 123, 731 (1992)
- C. Etzlstorfer, H. Falk, N. Mueller, W. Schmitzberger and U. Wagner, Tautomerism and Stereochemistry of Hypericin: Force Field, NMR, and X-ray Crystallographic Investigations. Mh. Chem., 124, 751 (1993)
- H. Falk, C. Kratky, N. Mueller, W. Schmitzberger and U. Wagner, Structure Determination of the Biliverdin Apomyoglobin Complex. Crystal Structure Analysis of Two Crystal Forms at 1.4 and 1.5 * Resolution. J. Mol. Biol., 247, 326 (1995)
- H. Falk, From the Photosensibilisator Hypericin to the Photoreceptor Stentorin – the Chemistry of the Phenanthroperylene Quinones. Angew. Chemie Int. Ed., 38, 3134–3154 (1999)
- R. A. Obermüller, K. Hohenthanner, and H. Falk, Towards Hypericin-Derived Potential Photdynamic Therapy Agents. Photochem. Photobiol., 74, 211–215 (2001)
- J. Leonhartsberger and H. Falk, The Protonation and Deprotonation Equilibria of Hypericin Revisited. Mh. Chem., 133, 167–172 (2002)
- M. Deak and H. Falk, On the Chemistry of the Resveratrol Diastereomers. Mh. Chem., 134, 883–888 (2003)
- Beate Hager, Mario Alva-Astudillo, and Heinz Falk, A Hemin-Analogous Corrphycene Derivative: Suppression of Heme Oxygenase and Reconstitution with Apomyoglobin. Mh. Chem., 134, 1499–1507 (2003)
- Klaus Wolkenstein, Jürgen H. Gross, Heinz Falk, and Heinz F. Schöler, Preservation of hypericin and related polycyclic quinone pigments in fossil crinoids. Proceedings of the Royal Society B, 273, 451–456 (2006)
- Mario Waser and Heinz Falk, Towards Second Generation Hypericin Based Photosensitizers for Photodynamic Therapy. Curr. Org. Chem. 11: 547–558 (2007)
- K. Wolkenstein, J. H. Gross, and H. Falk, Boron-containing Organic Pigments from a Jurassic Red Alga. Proc. Nat. Acad. Sci. 107: 19374–19378 (2010)
- M. Waser and H. Falk, Progress in the Chemistry of Second Generation Hypericin Based Photosensitizers. Curr. Org. Chem. 15: 3894–3907 (2012)
- I. Teasdale, M. Waser, S. Wilfert, H. Falk, O. Brüggemann, Photoreactive, Water-soluble Conjugates of Hypericin with Polyphosphazenes. Monatsh. Chem. 143: 355–360 (2012)
- H. Falk: American Museum of Natural History New York. Leitfossil.de (2013) 12. September 2013
- H. Falk: Friedrich Simony zum 200sten Geburtstag. Leitfossil.de (2013) 2. November 2013
- H. Falk: Die 50. Mineralientage München – ein Rückblick. Fossilien 31 (2014) 60–62.
- H. Falk: Ausstellung im NHM Wien: Gabonionta — mehrzellige Organismen vor 2,1 Milliarden Jahren! Leitfossil.de (2014) 17. März 2014.
- H. Falk: „Tintenfisch und Ammonit“ Ausstellung im Biologiezentrum des Oberösterreichischen Landesmuseums in Linz. Leitfossil.de (2014) 25. April 2014.
- W. P. Pfeiffer, S. K. Dey, D. A. Lightner, H. Falk: Homorubins and homoverdins. Mh. Chem./Chem. Monthly 145 (2014) 963-981.
- K. Wolkenstein, H. Sun, C. Griesinger, H. Falk: Identification of organic pigments in macrofossils: analytical challenges and recent advances. Abstr. of 2014 The Geological Society of America Meeting, Vancouver, B.C. (10–22 Oct. 2014), paper No. 108-14.
- H. Falk: Mammut-Eismumie aus Sibirien zu Gast im Naturhistorischen Museum Wien. Leitfossil.de (2015) 2. Januar 2015.
- H. Falk: Die 51. Mineralientage München – ein Rückblick. Fossilien 32 (2015) 59–61.
- H. Falk: Chemofossilien. Leitfossil.de (2015) 3. März 2015.
- H. Falk, A. D. Kinghorn: Foreword. Progr. Chem Org. Nat. Prod. 100 (2015) v-vi.
- K. Wolkenstein, H. Sun, C. Griesinger, H. Falk: Exceptional preservation of polyketide secondary metabolites in macrofossils. Abstr. 27th Intern. Meeting on Org. Geochem. Sept. 13–18, Prague, Cz, 226.
- H. Falk: Paratethys-Stromatolithen aus Ritzing (Burgenland, Österreich) als Zeugen einer Klimakrise im Mittelmiozän. Leitfossil.de (2015) 14. Oktober 2015.
- H. Falk: Naturhistorisches Museum Wien: Die neuen Säle der Prähistorie. Leitfossil.de (2015) 14. Oktober 2015.
- K. Wolkenstein, H. Sun, C. Griesinger, H. Falk: Structure and Absolute Configuration of Jurassic Polyketide-Derived Spiroborate Pigments Obtained from Microgram Quantities. J. Amer. Chem. Soc. 137 (2015) 13460-13463.
- H. Falk: Der Specht klopft im Biologiezentrum Linz. Leitfossil.de (2016) 20. Januar 2016.
- H. Falk: Wo die Wiener Mammuts grasten — Naturwissenschaftliche Entdeckungsreisen durch das heutige Wien. Leitfossil.de (2016) 10. Mai 2016.
- H. Falk: Ein Ammoniten-Denkmal auf der Rossmoosalm. Leitfossil.de (2016) 9. Juni 2016.
- H. Falk: Augensteine — Zeugen der großen Umbrüche in den Ostalpen in den letzten 35 Millionen Jahren. Leitfossil.de (2016) 13. August 2016.
- D. Kinghorn, H. Falk, S. Gibbons, J. Kobayashi: Phytocannabinoids — Unraveling the Complex Chemistry and Pharmacology of Cannabis sativa, Preface. Prog. Chem Org. Nat. Prod. 103 (2017) v-vi.
- H. Falk, K. Wolkenstein: Natural Product Molecular Fossils. Prog. Chem Org. Nat. Prod. 104 (2017) 1–126.
- K. Wolkenstein, H. Sun, C. Griesinger, H. Falk: Structure and Absolute Configuration of Jurassic Polyketide-Derived Spiroborate Pigments Obtained from Microgram Quantities. J. Amer. Chem. Soc. 137 (2015) 13460-13463. doi:10.1021/jacs.5b08191
- D. Kinghorn, H. Falk, S. Gibbons, J. Kobayashi: Phytocannabinoids — Unraveling the Complex Chemistry and Pharmacology of Cannabis sativa, Preface. Prog. Chem Org. Nat. Prod. 103 (2017) v-vi.
- H. Falk, K. Wolkenstein: Natural Product Molecular Fossils. Prog. Chem Org. Nat. Prod. 104 (2017) 1–126.

### Patente
- Process for the N-alkylation of ureas US Pat. 5124451 – 10. Juli 1991 – Chemie Linz GmbH
- Process for the N-alkylation of ureas US Pat. 5169954 – 16. Dezember 1991 – Chemie Linz GmbH
- Process for the preparation of pure N,N'-asymmetrically substituted phenylureas US Pat. 5283362 – 31. Juli 1992 – Chemie Linz GmbH
- Process for the preparation of Isocyanic Acid by Decomposition of N,N-trisubstituted Ureas Eur. Pat. EP 0582863A2 – 16. Februar 1994 – US Pat. Nr. 5360601 – 1. November 1994 – Chemie Linz GmbH
- Isocyanates by Decomposition of N,N,N-trisubstituted Ureas Eur. Pat. EP 0583637A1 – 23. Februar 1994 – Chemie Linz GmbH
- Amine-oxides US Pat. 5409532 – 21. Januar 1993 – Lenzing AG

## Auszeichnungen
- Theodor-Körner-Preis zur Förderung von Wissenschaft und Kunst, 1970
- Ernst Späth Preis der Österreichischen Akademie der Wissenschaften, 1976
- Sandoz Preis, 1977
- Ernennung zum korrespondierenden Mitglied der New York Academy of Sciences, 1989
- Ernennung zum korrespondierenden Mitglied der mathematisch-naturwissenschaftlichen Klasse der Österreichischen Akademie der Wissenschaften, 1992
- Oberösterreichischer Landeskulturpreis für Wissenschaft, 1993
- Ernennung zum wirklichen Mitglied der mathematisch-naturwissenschaftlichen Klasse der Österreichischen Akademie der Wissenschaften, 1997[7][8]
- Josef Loschmidt Medaille der Gesellschaft Österreichischer Chemiker, 1998[9]
- Ernennung zum Mitglied der Europäischen Akademie der Wissenschaften, 2003[7]
- Wissenschaftspreis der Rudolf Trauner Stiftung, 2003[10]
- Silbernes Ehrenzeichen des Landes Oberösterreich, 2009[11]